# Ana Maria Bahiana
Ana Maria Pereira Bahiana (Rio de Janeiro, 1950) é  jornalista e escritora brasileira.
Especializada em jornalismo cultural, em mais de três décadas de atuação profissional, a jornalista carioca já trabalhou em diferentes mídias — jornal, revista, TV, rádio e Internet — escrevendo principalmente sobre cinema e música. Foi secretária da redação e crítica musical da primeira edição brasileira da revista Rolling Stone, em 1972. Trabalhou nos principais jornais brasileiros — O Estado de S. Paulo, Folha de S. Paulo, O Globo e Jornal do Brasil. Na imprensa internacional, atuou em publicações da França, EUA e Austrália e foi editora e chefe de redação da revista Screen International. Na TV, foi correspondente internacional em Los Angeles do canal Telecine, da Globosat e da Rede Globo, onde tinha uma coluna no Bom Dia Brasil. Foi critica do programa Just Seen It, dedicado ao cinema, da rede pública norte-americana PBS  e, até 2013, teve um blog na UOL, onde escrevia sobre cultura.
Ana Maria e Paoula Abou-Jaoude são as únicas brasileiras membros da Associação de Correspondentes Estrangeiros de Hollywood, órgão responsável pela premiação anual dos Globos de Ouro. Ana Maria atualmente atua como editora adjunta do site oficial da Associação, goldenglobes.com
Com seis livros publicados desde 1998, em 2006, foi responsável pela produção, roteiro e argumento do seu primeiro longa-metragem — 1972 — com direção de José Emilio Rondeau. Vivendo em Los Angeles desde 1987, em 2014, esteve no Brasil para o lançamento de seu livro Almanaque 1964, em que cada capítulo cobre um mês do ano do Golpe de Estado no Brasil.
Ana Maria colabora atualmente com a edição digital da revista Exame, tem uma coluna mensal no blog da Companhia das Letras e trabalha na pesquisa e roteiro do documentário LA+Rio, dirigido por Pedro Kos.

## Livros publicados
- Almanaque 1964 (Editora Companhia das Letras, 2014);
- Vida Modelo, biografia autorizada de John Casablancas, (Editora Objetiva, 2008);
- Almanaque anos 70 (Ediouro, 2006);
- Nada será como antes: MPB anos 70 - 30 anos depois (Editora Senac Rio, 2006, 390 p.— Google Books);
- Jimi Hendrix: domador de raios (Editora Pazulin, 2006);
- América de A a Z (Editora Objetiva, 1994);
- A luz da lente (Editora Globo, 1998);
- Jimi Hendrix: domador de raios (Editora Brasiliense, 1981);
- Nada será como antes: MPB anos 70 (Editora Civilização Brasileira, 1980, 261 p.— Google Books);
- Anos 70: MPB, compilação de ensaios, Funarte, Rio de Janeiro, 1979.